# 西田ももこ
西田 ももこ（にしだ ももこ、1975年1月12日 - ）は、日本の元AV女優。

## 略歴・人物
1993年、「モモコランド」でデビュー。1994年頃から2000年頃まで主にVシネマに出演。

## 出演作品

### アダルトビデオ
1993年
- モモコランド（10月28日、メシア）※デビュー作品
- ももいじり（11月24日、KUKI）
- MOMOKOのアレはメラメラキララ（12月10日、コンフィデンス）
- プリンプリンプリリン!（コンフィデンス）
- モモからフェロモン（KUKI）

1994年
- 妹のデカパイ（1月27日、メシア）
- 欲望処理（株）（KUKI）
- レイプしてお願い2 （7月、オークラ出版）

2000年
- ももいじり（12月15日、KUKI）※「ももいじり」と「欲望処理（株）」をマスターテープよりリマスタリングしたDVD版

### オリジナルビデオ
1995年
- 淫獣学園 色魔界の逆襲（2月24日、大映）
- 生贄（2月2日、ギャガ）

1996年
- 淫獣学園2 魔性の娘誕生（2月24日、大映）
- 淫獣学園3 くノ一狩り（2月24日、大映）
- 快楽通信 Volume2（3月8日、ピンクパイナップル）
- 風俗の鉄人（5月3日、BLUE MANTIS）
- 女体専門マッサージ師 極楽の竜（5月22日、TMC）
- 色欲乱れ舞（6月7日、ピンクパイナップル）
- 監禁（6月20日、ミュージアム）
- 雀鬼外伝 東海道麻雀無宿（9月6日、徳間ジャパンコミュニケーションズ）
- 天然少女萬（11月1日、ケイエスエス）

1997年
- くいむれもん エスカレーション 天使の翼（3月21日、JVD）
- 制服狩り2（4月4日、徳間ジャパンコミュニケーションズ）
- 未亡人肉奴隷（4月21日、ミュージアム）
- 強奸監禁山荘（10月2日、ピンクパイナップル）
- 俺は出張撮影師 ミニスカ研修生（10月3日、MAXAM）
- イカせる宅配ホスト 牝熱狩り（11月14日、東映ビデオ）
- 女子寮図鑑 OL・女子高生・看護婦の性（12月19日、イメージファクトリー）
- 監獄女医（12月21日、松竹ホームビデオ）

1998年
- 火曜日の美容師たち（2月21日、TMC）
- ワル外伝
- 痴漢終電車 官能プラットホーム（2月27日、レジェンド・ピクチャーズ）
- 飼育3（3月3日、ピンクパイナップル）
- 搭乗日誌 スチュワーデスの危ない警告（5月4日、カレス・コミュニケーションズ）
- 不夜城 SLEEPLESS TOWN（6月27日、「不夜城」製作委員会）
- 痴漢終電車2 官能プラットホーム（8月21日、レジェンド・ピクチャーズ）
- 続 女囚拷問責め（11月22日、ナックジャパン）

1999年
- OLの性 パワーアップ版 百花繚乱!オッパイイッパイ。（2月12日、サブマリンフィルムズ）
- 人妻の性10 家庭外恋愛（4月2日、徳間ジャパンコミュニケーションズ）
- 盗撮病棟 覗かれた看護婦（5月7日、カレス・コミュニケーションズ）
- 夜光蟲（7月2日、徳間ジャパンコミュニケーションズ）
- 乗馬令嬢 揺れる馬の上で（8月6日、カレス・コミュニケーションズ）
- 天然美少女H（10月、Asylum）
- 搭乗日記 国際線スチューワーデスの淫らな秘密（11月5日、カレス・コミュニケーションズ）
- 禁断の扉 スカートの中の性衝動（11月21日、レジェンド・ピクチャーズ）
- 実録 六本木監禁レイプ（12月21日、ミュージアム）

2000年
- 女子寮物語 乱れ咲くOL・ナース・女子大生（1月1日、アドバピクチャーズ）
- 欲望セクシー・パブ 美乳のエンジェルたち（1月22日、TMC）
- 新人OL（秘）私生活（3月10日、Asylum）
- 制服の女たち（6月2日、レジェンド・ピクチャーズ）
- 痴漢最終電車3 官能プラットホーム（7月7日、レジェンド・ピクチャーズ）
- 世紀末恐怖劇場 とても優しい隣人たち（8月1日、レジェンド・ピクチャーズ）
- チャット・ラバーズ 仮想交際（8月3日、リップス）

2001年
- 死者の体育祭 人妻喪服運動会（3月2日、カレス・コミュニケーションズ）
- エクスタシー（3月21日、ミュージアム）
- 夫のいない昼下がり 許されない人妻の情事（4月6日、レジェンド・ピクチャーズ）
- 怪奇・心霊写真 これが霊界からの映像だ!（5月25日、ENGEL）
- イマドキの女性図鑑（6月1日、リップス）
- 完全なる飼育 愛の40日（6月23日、キネマ旬報社、アートポート）
- 人妻の値段 匂いたつ欲情（12月8日、レジェンド・ピクチャーズ）

2002年
- 同級生と寝る人妻（7月5日、セゾンフィルム）
- 家庭教師のお姉様2（9月6日、リップス）

2003年
- 危険な情事 堕ちてゆく柔肌（5月1日、レジェンド・ピクチャーズ）

### テレビ

#### テレビドラマ
- 火曜サスペンス劇場「名無しの探偵」第11作「ガラスの少女」（1995年8月1日、日本テレビ系）西川明子 役
- 電磁戦隊メガレンジャー 第42話「ふりきれ! 邪悪な追跡者」（1997年、テレビ朝日系）ネジレンジャー人間体 役
- 土曜ワイド劇場「元祖!混浴露天風呂連続殺人」第18作「みちのく津軽の秘湯に消えた女」（1998年11月21日、朝日放送制作、テレビ朝日系）-温泉ギャルズ 役
- Tears 第5話（1998年、テレビ朝日系）
- ケイゾク 第1話（1999年、TBS系）

#### バラエティ
- ギルガメッシュないと（テレビ東京）
- 上岡龍太郎がズバリ!(TBS系列)
- A女E女（フジテレビ）
- 出動!ミニスカポリス(テレビ東京)
- FNS1億2700万人の27時間テレビ夢列島 てれずにいいこと、てれずに楽しく(フジテレビ)

### 出版

#### 写真集
- MOMOpie/西田ももこ写真集　(1994年・桜桃出版)
- 卒業旅行/西田ももこ・小田なるみ写真集 (1994年・海王社)